# Bassam al-Ansari
Bassam al-Ansari (arab. بسام الأنصاري, ur. w 1971) – emiracki pływak, uczestnik igrzysk w 1988, na których wystartował w trzech konkurencjach:
- 400 m stylem dowolnym – 47. miejsce[1] (1. w swoim wyścigu eliminacyjnym z czasem 4:39,36[2])
- sztafeta 4 × 100 m stylem dowolnym – 19. miejsce[3] (6. pozycja w wyścigu eliminacyjnym z czasem 3:58,92[4])
- sztafeta 4 × 200 m stylem dowolnym – 14. miejsce[5] (6. pozycja w wyścigu eliminacyjnym z czasem 9:01,03[6]